# 1724년 콘클라베

사도좌 공석 상태에 있는 동안에 사용되는 성좌의 문장

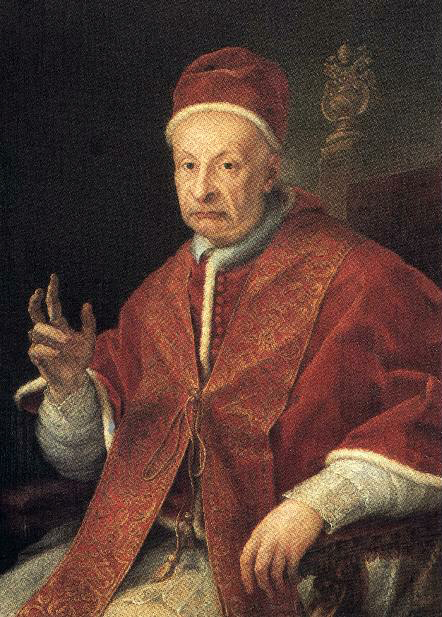
교황 선출자 베네딕토 13세 (피에트로 프란체스코 오르시니)

1724년 콘클라베는 제245대 교황을 선출하기 위해 진행된 콘클라베이다. 제244대 교황 인노첸시오 13세가 1724년 3월 7일에 선종한 이후에 새 교황을 선출하기 위해 진행된 선거이다.
1724년 3월 20일부터 5월 29일까지 2개월 남짓 투표가 진행되었으며 50명의 추기경이 투표에 참가하였다. 피에트로 프란체스코 오르시니 추기경이 새 교황으로 선출되었으며 교황 이름은 베네딕토 13세로 명명되었다.

## 추기경단
- 투표에 참가한 추기경: 50명

## 주요 인사
- 수석 추기경: 세바스티아노 안토니오 타나라, 빈첸조 마리아 오르시니
- 보조 추기경: 빈첸조 마리아 오르시니, 프란체스코 델 주디체